# Descargamaría
Descargamaría település Spanyolországban, Cáceres tartományban.  Lakosainak száma 108 fő (2024).

## Népesség
A település népessége az elmúlt években az alábbi módon változott:
| Lakosok száma | 284  | 277  | 235  | 190  | 190  | 152  | 138  | 123  | 107  | 108  |
|               | 2001 | 2004 | 2006 | 2009 | 2011 | 2014 | 2016 | 2019 | 2021 | 2024 |